# Goli brest
Goli brest (tudi gorski brest, znanstveno ime Ulmus glabra) je najbolj razširjena vrsta brestov v Sloveniji.

## Opis
Goli brest je listopadno drevo, ki lahko v višino doseže do 35 m in ima premer debla do 150 cm. Deblo ima temno sivo skorjo, ki je pri mladih drevesih gladka, kasneje pa postane plitvo razpokana. Poganjki so rjavi in posuti z lenticelami. Veje so enakomerno porazdeljene in tvorijo široko krošnjo. Ob deblu rastejo navzgor, z oddaljenostjo od debla pa se povesijo. Koreninski sistem je močan, a ne sega globoko pod površje. Listi so enostavni, narobe jajčasti ali eliptični, dolgi med 8 in 17 cm in široki med 3 in 12 cm. Imajo dvakrat napiljen listni rob in kratek pecelj, ki ni daljši od 5 cm. Drevo zacveti pred olistanjem, običajno v začetku aprila, cvetovi pa so dolgi okoli 5 mm, dvospolni in rastejo v šopih ali posamično na 10 mm dolgih pecljih. Plod je krilati orešek dolg od 2 do 2,5 cm in širok okoli 1,5 cm. Dozori proti koncu maja ali v začetku junija.

## Razširjenost in uporabnost
Goli brest je samonikel od Irske do Urala in od arktičnega kroga na severu do Peloponeza na jugu. Ločena populacija se nahaja tudi v Iranu. Najbolje uspeva v vlažni zemlji, vendar ne prenaša poplav, dobro pa prenaša onesnažen mestni zrak. V naravi se vrsta širi samo s pomočjo semen. 
V Sloveniji je goli brest razširjen povsod, razen v Istri in na Obali, kjer raste na nadmorskih višinah med 400 in 1200 m, redkeje tudi do 1500 m. Najpogostejši je v gorskem jelovem gozdu in gorskem ter predgorskem bukovem gozdu, pogosto v združbah z velikim jesenom in belim javorjem.
Ob ugodnih rastnih razmerah lahko goli brest doseže starost nekaj sto let. Njegov les ima lepo barvo in teksturo in je nasploh izredno kakovosten. Ima ozko plast beljave in rdečkasto rjavo črnjavo z zelenkastim odtenkom. Njegova gostota znaša okoli 620 kg/m3, uporablja pa se predvsem v mizarstvu za pohištvo. V preteklosti so ga uporabljali tudi v kolarstvu za izdelavo vozov in kočij.

## Ogroženost
Kot vse vrste brestov je tudi goli brest zelo dovzeten za holandsko bolezen brestov, ki ogroža njegov obstoj, vendar pa je za bolezen nekoliko manj dovzeten kot sorodni poljski brest.